# Macrobrochis albicans
Macrobrochis albicans är en fjärilsart som beskrevs av Butler 1881. Macrobrochis albicans ingår i släktet Macrobrochis och familjen björnspinnare. Inga underarter finns listade i Catalogue of Life.